# Пасос, Мануэль
Мануэ́ль Па́сос Гонса́лес (исп. Manuel Pazos González; 17 марта 1930, Камбадос, Галисия — 24 мая 2019, Эльче) — испанский футболист, играл на позиции вратаря.

## Биография

### Игровая карьера
Начинал профессиональную карьеру в клубе «Сельта», за которую играл в течение двух сезонов. В 1953 году перешёл в мадридский «Реал», в котором сыграл 17 матчей. Пасос был частью знаменитой команды вместе с Альфредо Ди Стефано, Франсиско Хенто, Мигелем Муньосом и другими игроками «сливочных». В 1954 году в составе «Реала» Пасос выиграл чемпионский титул.
Затем в течение одного сезона на правах аренды играл за «Эркулес». В 1955 году перешёл в мадридский «Атлетико», в составе которого отыграл семь сезонов. При этом в течение пяти сезонов он был основным вратарём «матрасников», а затем его вытеснил из основного состава аргентинец Эдгардо Мадинабейтия. Он выиграл два Кубка Испании и Кубок обладателей кубков УЕФА в 1962 году, но в том финале он не играл. Всего за мадридский «Атлетико» сыграл 146 матчей, он является 7-м вратарём по количеству сыгранных матчей в истории клуба.
В 1962 году перешёл в «Эльче», в котором отыграл семь сезонов и завершил игровую карьеру.

### Смерть
Скончался 24 мая 2019 года в Эльче в возрасте 89 лет.

## Достижения
Реал Мадрид
- Чемпион Испании (1) : 1953/54

Атлетико Мадрид
- Обладатель Кубка Испании (2) : 1959/60, 1960/61
- Обладатель Кубка обладателей кубков УЕФА (1) : 1961/62